# En mi propia piel
En mi propia piel (Sulla mia pelle) es una película italiana dirigida por Alessio Cremonini y protagonizada por Alessandro Borghi. La película se basa en una historia real, los últimos días de vida de Stefano Cucchi, un agrimensor italiano de 31 años que murió en 2009 mientras permanecía detenido en una comisaría.

## Argumento
Al anochecer del 15 de octubre de 2009, Stefano Cucchi es trasladado a la prisión de Regina Coeli de Roma después de haber sido pillado en posesión de hachís, 2 gramos de cocaína y una pastilla de un medicamento para la epilepsia.
Durante el arresto, Cucchi es golpeado por los agentes de policía que lo han detenido. No obstante las solicitudes de Cucchi para ponerse en contacto con su abogado, se le asigna uno de oficio y el juez  decreta prisión preventiva. A pesar sus esfuerzos, los padres de Stefano, Giovanni y Rita y la hermana Ilaria, nunca consiguen visitarlo.
El 22 de octubre, Cucchi muere debido a las numerosas heridas. Esto lleva a su familia, encabezada por su hermana Ilaria, a iniciar una batalla legal por conocer la verdad e intentar descubrir los responsables de la muerte del joven romano.

## Reparto
- Alessandro Borghi: Stefano Cucchi.
- Jasmine Trinca: Ilaria Cucchi, hermana.
- Max Tortora: Giovanni Cucchi, padre.
- Milvia Marigliano: Rita Calore, madre.

## Epílogo de la película
En el epílogo de la película se afirma que: «Stefano Cucchi fue la 148a persona muerta en las prisiones italianas en 2009. El número total de muertos aquel año fue de 172. Médicos y expertos forenses todavía no han encontrado una explicación científica sobre la muerte de Stefano Cucchi. En el apartamento de Stefano Cucchi, los padres encontraron más de un kilo de hachís y 130 gramos de cocaína, que denunciaron a la policía de forma inmediata. En el primer juicio por la muerte de Stefano Cucchi, todos los acusados fueron absueltos. El 10 de julio de 2017, después de una investigación posterior, el juez acusó tres carabinieri de homicidio involuntario y otros dos por calumnia y falsificación de documentos públicos». A raíz de la muerte de Stefano, Ilari Cucchi, sus padres Rita y Giovanni y el abogado Fabio Anselmo, emprendieron una lucha por conocer la verdad. Enl 2017 crearon una organización sin ánimo de lucro para defender los derechos humanos y civiles de la ciudadanía.